# Ірен Пепперберг
Ірен Максін Пепперберг (англ. Irene Maxine Pepperberg, нар. 1 квітня 1949) — американська вчена, відома своїми дослідженнями пізнання тварин, зокрема папуг. Вона була професором, дослідником, лектором у кількох університетах, а зараз вона є науковим співробітником і лектором Гарвардського університету. Пепперберг також є членом Консультативної ради METI (Messaging Extraterrestrial Intelligence). Добре відома завдяки своїм порівняльними дослідженнями когнітивних основ мови та спілкування, вона була однією з перших, хто працював над вивченням мови тварин, виявленні відміностей людьми та птахами (на прикладі проекту Washoe). Пепперберг також активно займається збереженням дикої природи, особливо папуг.

## Ранні роки, сім'я та освіта
Народилася в 1949 році у Брукліні, Нью-Йорк, Нью-Йорк, вона була єдиною дитиною. Ім'я при народженні Ірен Платцблатт. Її батько, Роберт Платцблатт, був біохіміком і вчителем середньої школи. Батьки були американськими євреями в першому поколінні. Батьки її матері були з Румунії, а батько з Литви. У 1950-х сім'я жила в Брукліні в квартирі над магазином, і, починаючи з самого раннього віку, Ірен мала кількох хвилястих папуг.
У 1969 році вона отримала ступінь бакалавра з хімії в Массачусетському технологічному інституті і привезла туди одного зі своїх хвилястих папужок. Згодом вона здобула ступінь магістра з хімії в 1971 році в Гарвардському університеті, а потім захистила докторський ступінь з хімічної фізики в 1976 році в Гарварді. Під час навчання у докторантурі вона побачила епізод телесеріалу PBS Nova про тварин і мову, що надихнуло її на вивченні мови, а не на хімії.

## Кар'єра
Пепперберг була науковим співробітником і лектором в Університеті Пердью (1979—1984) і Гарвардському університеті (у 1970-х роках та після у 2005 року). А у MIT Media Lab брала участь у якасті запрошеного доцента (1999—2000) та дослідника (2001—2002). В університеті Пердью працювала на факультеті біологічних наук та психології. В Університеті Аризони вона була молодшим професором екології та еволюційної біології, а також працювала на факультеті психології та брала участь у програмі нейронаук (1991—2000). Вона була стипендіатом Бантінга в Інституті перспективних досліджень Редкліффа (2004—2005) і молодшим доцентом в Університеті Брандейс (2002 –2013), де на її честь була названа лабораторія для вивчення птахів.

## Досліднецька діяльність
Хоча папуги вже давно відомі своїми здібностями до голосової міміки, Пепперберг намагалась показати, що їх голосова поведінка може мати характеристики людської мови. Вона інтенсивно працювала з сірим папугою Алексом в результаті чого він навчився великої кількості слів і міг використовувати їх на рівні чотирирічної дитини. Алекс розумів таблички з описом предметів, кольорів, форм і матеріалів. Пепперберг та її колеги прагнули показати, що Алекс може розрізняти значення та синтаксис, те як він міг використовувати голосову комунікацію відрізнялось від відносно негнучких форм " інстинктивної " комунікації, які широко поширені в тваринному світі. Хоча такі результати, ймовірно, завжди будуть суперечливими, а інтенсивна робота з однією твариною завжди пов'язана з ризиком ефекту Розумного Ганса, робота Пепперберг підтвердила думку, що люди не є єдиним видом, маючим комплексне чи напівскладне використання абстрактної комунікації.. Що стосується міжвидового спілкування, Пепперберг припустила, що сірих папуг можна порівняти з приматами, котрі мають подібні соціальні системи.
Деякі дослідники вважають, що метод навчання, який Пепперберг використовував з Алексом (називається технікою моделі/конкурента) є перспективним для навчання дітей-аутистів та інших дітей із вадами навчання, які мають труднощі з вивченням мови та навичок спілкування, числових понять та емпатія. Коли деяких дітей-аутистів навчали за тими ж методами, які Пепперберг придумав для навчання папуг, їх реакція перевершила очікування.